# Кларинетиста
Особа која свира дрвени дувачки инструмент кларинет, зове се кларинетист(а)/киња (енгл. clarinettist, фр. clarinettiste). 

## Како и са ким кларинетиста може да свира?
Кларинетиста може да свира: 
- сам (соло).[2]
- са још једним инструментом или гласом (дуо)[2].
- као солиста - инструменталиста на кларинету. Може да га прати неки музички инструмент или оркестар. Ако кларинетиста јавно изводи, интерпретира, репродукује написано музичко дело у концертним или оперским дворанама, позориштима, домовима културе и путем медија, кажемо да је репродуктивни уметник.[3] Само врхунски музичар, кларинетиста високог нивоа извођачке технике и индивидуалног извођачког профила може бити уметник.[4]
- као слободан уметник (није редовно запослен).

## Где кларинетиста може да свира?
Кларинетиста може да свира: 
- у камерном саставу (дуо, трио, квартет, квинтет, секстет итд.)[5].
- у оркестру[6](ревијском, војном, милицијском, ватрогасном, филхармоном и оркестру опрере)[5]. Може да свира као стално запослен оркестарски музичар. Он ту има заједничке пробе – групно свирање.

## Музичко обазовање кларинетисте
- Зависно од музичког образовања, кларинетиста може бити школован и нешколован, тј. самоук.

- Иза сваког познатог кларинетисте налази се велики рад, свакодневно вежбање, учење, стално доказивање и одрицање.

- Редовно музичко образовање кларинетиста стиче у нижој музичкој школи (где има следеће предмете: кларинет, солфеђо и теорију музике)[2], средњој музичкој школи (кларинет, један упоредни инструмент, музичке и општеобразовне предмете) и на музичкој академији (кларинет, музичке и неке општеобразовне предмете).

- Музичко образовање за звање музички извођач стиче се у средњој музичкој школи, а потом на музичкој академији - факултету.

## Подела кларинетиста, зависно од приступа музици
Кларинетиста може бити:
- аматер, кларинет му је хоби.
- професионалац[2], кларинетиста који се посветио кларинету и живи од свирања (то му је посао - занимање). Многи кларинетисти поред главне делатности раде и као предавачи.

## Жанровска подела кларинетиста
Како се музика дели на забавну, ревијску, џез, класичну, народну, тако се и кларинетисти деле на кларинетисте који свирају забавну, џез, ревијску, народну, класичну и другу врсту музике.